# Campeonato Asiático de Atletismo de 2019
A 23ª edição do Campeonato Asiático de Atletismo foi o evento esportivo organizado pela Associação Asiática de Atletismo (AAA) no Estádio Internacional Khalifa, na cidade de Doha, no Catar entre 21 a 24 de abril de 2019. Foram disputados 43 provas no campeonato, sendo a primeira vez a contar com a prova do Revezamento 4x400 m misto. Participaram 595 atletas de 43 nacionalidades, tendo como destaque o Barém com 22 medalhas no total, sendo 11 de ouro. 

## Medalhistas
Resultados completos foram publicados. 

### Masculino
| Evento                           | Ouro                                                                                 | Ouro       | Prata                                                                      | Prata    | Bronze                                                                                      | Bronze   |
| -------------------------------- | ------------------------------------------------------------------------------------ | ---------- | -------------------------------------------------------------------------- | -------- | ------------------------------------------------------------------------------------------- | -------- |
| 100 metros detalhes              | Yoshihide Kiryū · Japão                                                              | 10.10      | Lalu Muhammad Zohri · Indonésia                                            | 10.13    | Wu Zhiqiang · China                                                                         | 10.18    |
| 200 metros detalhes              | Xie Zhenye · China                                                                   | 20.33      | Yuki Koike · Japão                                                         | 20.55    | Yaqoob Eid Salem · Bahrein                                                                  | 20.84    |
| 400 metros detalhes              | Yousef Karam · Kuwait                                                                | 44.84      | Abbas Abubakar Abbas · Bahrein                                             | 45.14    | Mikhail Litvin · Cazaquistão                                                                | 45.25    |
| 800 metros detalhes              | Abubaker Haydar Abdalla · Catar                                                      | 1:44.33 ,  | Ebrahim Al-Zofairi · Kuwait                                                | 1:46.88  | Jamal Hairane · Catar                                                                       | 1:47.27  |
| 1 500 metros detalhes            | Abraham Rotich · Bahrein                                                             | 3:42.85    | Ajay Kumar Saroj · Índia                                                   | 3:43.18  | Adam Ali Mousab · Catar                                                                     | 3:43.18  |
| 5 000 metros detalhes            | Birhanu Balew · Bahrein                                                              | 13:37.42   | Albert Rop · Bahrein                                                       | 13:37.57 | Hiroki Matsueda · Japão                                                                     | 13:45.44 |
| 10 000 metros detalhes           | Dawit Fikadu · Bahrein                                                               | 28:26.30   | Hassan Chani · Bahrein                                                     | 28:31.30 | Gavit Murli Kumar · Índia                                                                   | 28:38.34 |
| 110 metros barreiras detalhes    | Xie Wenjun · China                                                                   | 13.21 ,    | Yaqoub Al-Youha · Kuwait                                                   | 13.35    | Chen Kuei-ru · Taipé Chinesa                                                                | 13.39 =  |
| 400 metros barreiras detalhes    | Abderrahman Samba · Catar                                                            | 47.51 ,    | Chen Chieh · Taipé Chinesa                                                 | 48.92    | Jabir Madari Palliyalil · Índia                                                             | 49.13    |
| 3 000 metros obstáculos detalhes | John Kibet Koech · Bahrein                                                           | 8:25.87    | Avinash Sable · Índia                                                      | 8:30.19  | Kazuya Shiojiri · Japão                                                                     | 8:32.25  |
| 4×100 metros estafetas detalhes  | Tailândia · Ruttanapon Sowan · Bandit Chuangchai · Jirapong Meenapra · Siripol Punpa | 38.99      | Taipé Chinesa · Wei Yi-ching · Wang Wei-hsu · Yang Chun-han · Lin Hung-min | 39.18    | Omã Mohammed Al-Balushi Barakat Al-Harthi Mohamed Obaid Al-Saadi Ammar Al-Saifi             | 39.36    |
| 4×400 metros estafetas detalhes  | Japão · Julian Walsh · Kentaro Sato · Rikuya Ito · Kota Wakabayashi                  | 3:02.94    | China · Lu Zhiquan · Wu Lei · Yang Lei · Wu Yuang                          | 3:03.55  | Catar · Ashraf Hussein Osman · Abubaker Haydar Abdalla · Bassem Hemeida · Abderrahman Samba | 3:03.95  |
| Salto em altura detalhes         | Majededdin Ghazal Síria                                                              | 2.31 m =   | Takashi Eto · Japão                                                        | 2.29 m   | Naoto Tobe · Japão                                                                          | 2.26 m   |
| Salto com vara detalhes          | Ernest Obiena · Filipinas                                                            | 5.71 m ,   | Zhang Wei · China                                                          | 5.66 m   | Huang Bokai · China                                                                         | 5.66 m   |
| Salto em distância detalhes      | Yuki Hashioka · Japão                                                                | 8.22 m , = | Zhang Yaoguang · China                                                     | 8.13 m   | Huang Changzhou · China                                                                     | 7.97 m   |
| Salto triplo detalhes            | Ruslan Kurbanov · Uzbequistão                                                        | 16.93 m    | Zhu Yaming · China                                                         | 16.87 m  | Xu Xiaolong · China                                                                         | 16.81 m  |
| Arremesso do peso detalhes       | Tejinder Pal Singh Toor · Índia                                                      | 20.22 m    | Wu Jiaxing · China                                                         | 20.03 m  | Ivan Ivanov · Cazaquistão                                                                   | 19.09 m  |
| Lançamento de disco detalhes     | Ehsan Haddadi Irão                                                                   | 65.95 m    | Behnam Shiri Irão                                                          | 60.89 m  | Musaeb Al-Momani · Jordânia                                                                 | 58.27 m  |
| Lançamento de martelo detalhes   | Dilshod Nazarov · Tajiquistão                                                        | 76.14 m    | Ashraf Amgad El-Seify · Catar                                              | 73.76 m  | Suhrob Khodjaev · Uzbequistão                                                               | 72.85 m  |
| Lançamento de dardo detalhes     | Cheng Chao-tsun · Taipé Chinesa                                                      | 86.72 m ,  | Shivpal Singh · Índia                                                      | 86.23 m  | Ryohei Arai · Japão                                                                         | 81.93 m  |
| Decatlo detalhes                 | Keisuke Ushiro · Japão                                                               | 7872 pts   | Majed Radhi Al-Sayed · Kuwait                                              | 7838 pts | Akihiko Nakamura · Japão                                                                    | 7837 pts |

### Feminino
| Evento                           | Ouro                                                                                | Ouro       | Prata                                                                                   | Prata    | Bronze                                                                           | Bronze   |
| -------------------------------- | ----------------------------------------------------------------------------------- | ---------- | --------------------------------------------------------------------------------------- | -------- | -------------------------------------------------------------------------------- | -------- |
| 100 metros detalhes              | Olga Safronova · Cazaquistão                                                        | 11.17 ,    | Liang Xiaojing · China                                                                  | 11.28    | Wei Yongli · China                                                               | 11.37    |
| 200 metros detalhes              | Salwa Eid Naser · Bahrein                                                           | 22.74 ,    | Olga Safronova · Cazaquistão                                                            | 22.87    | Dutee Chand · Índia                                                              | 23.24    |
| 400 metros detalhes              | Salwa Eid Naser · Bahrein                                                           | 51.34      | Elina Mikhina · Cazaquistão                                                             | 53.19    | M. R. Poovamma · Índia                                                           | 53.21    |
| 800 metros detalhes              | Gomathi Marimuthu · Índia                                                           | 2:02.70    | Wang Chunyu · China                                                                     | 2:02.96  | Margarita Mukasheva · Cazaquistão                                                | 2:03.83  |
| 1 500 metros detalhes            | P. U. Chitra · Índia                                                                | 4:14.56    | Tigist Gashaw · Bahrein                                                                 | 4:14.81  | Winfred Yavi · Bahrein                                                           | 4:16.18  |
| 5 000 metros detalhes            | Winfred Mutile Yavi · Bahrein                                                       | 15:28.87   | Bontu Rebitu · Bahrein                                                                  | 15:29.60 | Parul Chaudhary · Índia                                                          | 15:36.03 |
| 10 000 metros detalhes           | Shitaye Habtegebrel · Bahrein                                                       | 31:15.62 , | Hitomi Niiya · Japão                                                                    | 31:22.63 | Sanjivani Jadhav · Índia                                                         | 32:44.96 |
| 100 metros barreiras detalhes    | Ayako Kimura · Japão                                                                | 13.13      | Chen Jiamin · China                                                                     | 13.24    | Masumi Aoki · Japão                                                              | 13.28    |
| 400 metros barreiras detalhes    | Quách Thị Lan · Vietname                                                            | 56.10      | Aminat Yusuf Jamal · Bahrein                                                            | 56.39    | Sarita Gayakwad · Índia                                                          | 57.22    |
| 3 000 metros obstáculos detalhes | Winfred Yavi · Bahrein                                                              | 9:46.18    | Xu Shuangshuang · China                                                                 | 9:51.76  | Tigest Mekonen · Bahrein                                                         | 9:53.96  |
| 4×100 metros estafetas detalhes  | China · Liang Xiaojing · Wei Yongli · Kong Lingwei · Ge Manqi                       | 42.87 ,    | Cazaquistão · Rima Kashafutdinova · Elina Mikhina · Svetlana Golendova · Olga Safronova | 43.36    | Bahrein · Edidiong Odiong · Iman Essa Jassim · Hajar Al-Khaldi · Salwa Eid Naser | 43.61    |
| 4×400 metros estafetas detalhes  | Bahrein · Aminat Yusuf Jamal · Iman Essa Jassim · Zainab Mohammed · Salwa Eid Naser | 3:32.10    | Índia · Prachi · M. R. Poovamma · Sarita Gayakwad · V. K. Vismaya                       | 3:32.21  | Japão · Mae Hirosawa · Seika Aoyama · Konomi Takeishi · Yuna Iwata               | 3:34.88  |
| Salto em altura detalhes         | Nadiya Dusanova · Uzbequistão                                                       | 1.90 m     | Nadezhda Dubovitskaya · Cazaquistão                                                     | 1.88 m   | Svetlana Radzivil · Uzbequistão                                                  | 1.88 m   |
| Salto com vara detalhes          | Li Ling · China                                                                     | 4.61 m     | Xu Huiqin · China                                                                       | 4.36 m   | Natalie Uy · Filipinas                                                           | 4.20 m   |
| Salto em distância detalhes      | Lu Minjia · China                                                                   | 6.38 m     | Ayaka Kora · Japão                                                                      | 6.16 m   | Yue Ya Xin · Hong Kong                                                           | 6.15 m   |
| Salto triplo detalhes            | Parinya Chuaimaroeng · Tailândia                                                    | 13.72 m    | Zeng Rui · China                                                                        | 13.65 m  | Vidusha Lakshani · Sri Lanka                                                     | 13.53 m  |
| Arremesso do peso detalhes       | Gong Lijiao · China                                                                 | 19.18 m    | Noora Salem Jasim · Bahrein                                                             | 18.00 m  | Song Jiayuan · China                                                             | 17.70 m  |
| Lançamento de disco detalhes     | Feng Bin · China                                                                    | 65.36 m ,  | Chen Yang · China                                                                       | 61.87 m  | Subenrat Insaeng · Tailândia                                                     | 58.20 m  |
| Lançamento de martelo detalhes   | Wang Zheng · China                                                                  | 75.66 m ,  | Luo Na · China                                                                          | 72.23 m  | Akane Watanabe · Japão                                                           | 63.54 m  |
| Lançamento de dardo detalhes     | Lü Huihui · China                                                                   | 65.83 m    | Annu Rani · Índia                                                                       | 60.22 m  | Natta Nachan · Tailândia                                                         | 56.01 m  |
| Heptatlo detalhes                | Yekaterina Voronina · Uzbequistão                                                   | 6198 pts   | Swapna Barman · Índia                                                                   | 5993 pts | Wang Qingling · China                                                            | 5829 pts |

### Misto
| Evento                          | Ouro                                                                              | Ouro    | Prata                                                                         | Prata   | Bronze                                                                  | Bronze  |
| ------------------------------- | --------------------------------------------------------------------------------- | ------- | ----------------------------------------------------------------------------- | ------- | ----------------------------------------------------------------------- | ------- |
| 4×400 metros estafetas detalhes | Bahrein · Musa Isah · Aminat Yusuf Jamal · Salwa Eid Naser · Abbas Abubakar Abbas | 3:15.75 | Índia · Mohammad Anas · M. R. Poovamma · Vismaya Velluvakoroth · Arokia Rajiv | 3:16.47 | Japão · Kota Wakabayashi · Konomi Takeishi · Mayu Inaoka · Kentaro Sato | 3:20.29 |

## Quadro de medalhas
| Ordem | País          | Medalha de ouro | Medalha de prata | Medalha de bronze | Total |
| ----- | ------------- | --------------- | ---------------- | ----------------- | ----- |
| 1     | Bahrein       | 11              | 7                | 4                 | 22    |
| 2     | China         | 9               | 13               | 7                 | 29    |
| 3     | Japão         | 5               | 4                | 9                 | 18    |
| 4     | Índia         | 3               | 7                | 7                 | 17    |
| 5     | Uzbequistão   | 3               | 0                | 2                 | 5     |
| 6     | Catar         | 2               | 1                | 3                 | 6     |
| 7     | Tailândia     | 2               | 1                | 3                 | 4     |
| 8     | Cazaquistão   | 1               | 4                | 3                 | 8     |
| 9     | Kuwait        | 1               | 3                | 0                 | 4     |
| 10    | Taipé Chinesa | 1               | 2                | 1                 | 4     |
| 11    | Irão          | 1               | 1                | 0                 | 2     |
| 12    | Filipinas     | 1               | 0                | 1                 | 2     |
| 13    | Síria         | 1               | 0                | 0                 | 1     |
| 13    | Tajiquistão   | 1               | 0                | 0                 | 1     |
| 13    | Vietname      | 1               | 0                | 0                 | 1     |
| 16    | Indonésia     | 0               | 1                | 0                 | 1     |
| 17    | Hong Kong     | 0               | 0                | 1                 | 1     |
| 17    | Jordânia      | 0               | 0                | 1                 | 1     |
| 17    | Omã           | 0               | 0                | 1                 | 1     |
| 17    | Sri Lanka     | 0               | 0                | 1                 | 1     |
| Total | Total         | 43              | 43               | 43                | 129   |

## Participantes
595 atletas de  43 nacionalidades participaram da competição.
- Bahrein (28)
- Bangladesh (5)
- Butão (2)
- Brunei (1)
- Camboja (2)
- China (84)
- Taipé Chinesa (22)
- Hong Kong (17)
- Índia (38)
- Indonésia (9)
- Irão (16)
- Iraque (9)
- Japão (74)
- Jordânia (4)
- Cazaquistão (24)
- Kuwait (18)
- Quirguistão (11)
- Laos (3)
- Líbano (4)
- Macau (5)
- Malásia (9)
- Maldivas (7)
- Myanmar (1)
- Nepal (2)
- Coreia do Norte (2)
- Omã (9)
- Paquistão (5)
- Palestina (4)
- Filipinas (13)
- Catar (33)
- Arábia Saudita (9)
- Singapura (15)
- Coreia do Sul (22)
- Sri Lanka (15)
- Síria (2)
- Tajiquistão (6)
- Tailândia (23)
- Timor-Leste (2)
- Turquemenistão (5)
- Uzbequistão (15)
- Vietname (12)
- Iêmen (8)

Legenda
| Recorde mundial       | Recorde mundial (World record)               |                       | Recorde africano                      | Recorde africano (African) |                                           | Q | Classificado por posição (Qualified) |
| Recorde do campeonato | Recorde do campeonato (Championship record)  | Recorde da América    | Recorde da América (Americas)         | q                          | Classificado por melhor tempo (Qualified) |   |                                      |
| Melhor marca do ano   | Melhor marca do ano (World leading)          | Recorde asiático      | Recorde asiático (Asian)              | DNS                        | Não largou (Did not start)                |   |                                      |
| Recorde nacional      | Recorde nacional (National record)           | Recorde europeu       | Recorde europeu (European)            | DNF                        | Não terminou (Did not finish)             |   |                                      |
| Recorde pessoal       | Recorde pessoal do atleta (Personal best)    | Recorde da Oceania    | Recorde da Oceania (Oceania)          | DSQ / DQ                   | Desclassificado (Disqualified)            |   |                                      |
| Recorde da temporada  | Recorde da temporada do atleta (Season best) | Recorde sul-americano | Recorde sul-americano (South America) | NM                         | Sem marca (No mark)                       |   |                                      |